# Eden für jeden
Eden für jeden (Arbeitstitel: Eden einfach, Untertitel: «Jedem siis Gärtli») ist ein Schweizer Spielfilm von Rolf Lyssy aus dem Jahr 2020 mit Steffi Friis, Heidi Diggelmann, Andreas Matti und Marc Sway. Die Premiere der Filmkomödie erfolgte am 28. September 2020 im Rahmen des Zurich Film Festivals. Der Kinostart war in der Deutschschweiz am 1. Oktober 2020, die Fernseh-Erstausstrahlung am 30. Dezember 2020 auf SRF 1.

## Handlung
Nelly ist eine junge Studentin, die mit ihrer dementen Grossmutter Rosmarie zusammenwohnt. Sie ist als Busfahrerin tätig, um sich und ihre Oma über die Runden zu bringen. Rosmarie büxt regelmässig in den Schrebergarten aus und ihre Wohnung wurde gekündigt. Auf ihre Tante und ihren Onkel im angrenzenden Garten ist Nelly schlecht zu sprechen.
Da es für Nelly nicht in Frage kommt, ihre Oma in ein Heim zu stecken, macht Nelly aus der Not eine Tugend und übersiedelt mit ihr in den Schrebergarten, sehr zum Missfallen des Familiengartenpräsidenten Franco, denn laut Schrebergartenverordnung ist Übernachten dort verboten.
Ihre Tante, die den Umzug verantwortungslos findet, benachrichtigt Nellys Vater, der vor Jahren ins Burgund gezogen war. Nelly liefert sich einen Kleinkrieg mit Franco. Gemeinsam mit ihrem neuen Parzellennachbarn, dem Musiker Paolo Cesar, versucht sie, die Verordnung zu ändern. Dabei rührt sie unwissentlich an jenes Geheimnis, das ihre Familie einst entzweite und in den Gärten seinen Anfang genommen hatte.

## Produktion und Hintergrund
Die Dreharbeiten fanden ab dem 27. August 2019 statt, gedreht wurde in Zürich und Umgebung. Drehort war unter anderem das Zürcher Familiengartenareal Aussersihl. Produziert wurde der Film von der Atlantis Pictures Ltd. (Produzent Marcel Wolfisberg), beteiligt war das Schweizer Radio und Fernsehen. Inspiriert wurde der Film vom Dokumentarfilm Unser Garten Eden (2010) von Mano Khalil.
Die Kamera führte Rolf Lyssys Sohn Elia. Für den Ton war Mourad Keller verantwortlich, für das Szenenbild Dominique Steiner-Studinka, für die Kostüme Verena Haerdi und für die Maske Angela Marbach. Die Musik schrieb Adina Friis, die Schwester der Hauptdarstellerin.
Musiker Marc Sway gab in der Komödie sein Filmdebüt. Hauptdarstellerin Steffi Friis arbeitete zuvor für den Film Die letzte Pointe (2017) mit Rolf Lyssy zusammen.
Im Rahmen der Premiere des Filmes am Zurich Film Festival wurde Regisseur Rolf Lyssy der Career Achievement Award für das Lebenswerk verliehen.

## Rezeption
Giancarlo Schwendener meinte auf outnow.ch, dass der Film sofort loslege und seinen Schwung nie ablege. Lyssy habe eine leichtfüssige Komödie aus dem Hut gezaubert, die richtig Spass mache. Newcomerin Steffi Friis zeige, dass sie auch die grosse Leinwand stemme.
Rolf Breiner bezeichnete den Film auf cineman.ch als leichtes Sommervergnügen und meinte, dass Lyssy und sein Autor Dominik Bernet eine neckisch nette Gartenkomödie schufen und dabei nicht nur schelmisch Vereinsmeierei und Nachbarschaftsklüngel auf die Schippe nehmen würde, sondern auch sympathisch liebenswürdig unterhalte.

## Auszeichnungen und Nominierungen
Fernsehfilmfestival Baden-Baden 2021
- Nominierung für den Fernsehfilmpreis der Deutschen Akademie der Darstellenden Künste
- Nominierung für den 3sat-Publikumspreis